# Blancanieves
Blancanieves (en alemán: Schneewittchen) es un cuento de hadas mundialmente conocido. La versión más difundida es la de los hermanos Grimm. Contiene elementos como el espejo mágico que habla con la Reina Malvada y los siete enanitos o duendes. En algunas versiones los siete enanitos son ladrones y el diálogo con el espejo mágico es con el sol o la luna.
En la colección de cuentos de los Hermanos Grimm, «Blancanieves» (Schneewittchen) es el N.º 53. Corresponde al tipo 709 de la clasificación de Aarne-Thompson: «La pequeña Blancanieves».

## Trama
Había una vez, al final del invierno, una joven y bondadosa Reina que, paseando por el jardín de su palacio vio una rosa roja creciendo a pesar del frío; cuando la fue a tocar se pinchó el dedo con una espina y dejó caer tres gotas de sangre en la nieve. Fue entonces cuando la Reina deseó tener una hija con la piel tan blanca como la nieve, los labios tan rojos como la sangre y el pelo tan negro como el ébano. Al poco tiempo su deseo se cumplió; nació una encantadora princesa a quien la Reina y su esposo, el Rey, decidieron llamar Blancanieves. Sin embargo, la Reina, madre de Blancanieves, enfermó poco después de dar a luz y falleció. El Rey se casó posteriormente con una mujer muy bella pero fría y altiva. La nueva y segunda esposa del Rey, la nueva y segunda Reina, la malvada madrastra de Blancanieves; realmente era una hechicera muy poderosa, y además de ser una mujer egoísta, malvada, mala y excesivamente vanidosa, era poseedora de un espejo encantado.
La Reina Malvada solía preguntarle a su espejo cada día:

Espejo, espejo mágico, dime una cosa, ¿qué mujer de este reino es la más hermosa?

Y el espejo mágico siempre le contestaba a la Reina:

Usted, Majestad, es la mujer más hermosa de este reino y de todos los demás.

Pero cuando Blancanieves cumplió diecisiete años ya era tan bella como el día, y la malévola Reina le preguntó a su espejo mágico lo mismo que tantas otras veces, esperando la misma respuesta, el espejo le respondió:

Mi Reina está llena de belleza, es cierto, pero su joven hijastra, la princesa Blancanieves, es ahora mil veces más hermosa que usted.

La malvada Reina, celosa, ordenó a un cazador que matara a Blancanieves en el bosque y para asegurarse le exigió que le trajera el hígado y los pulmones de la inocente y dulce Blancanieves. El cazador no cumplió su tarea y en su lugar abandonó a la hermosa princesa Blancanieves en el bosque y le llevó a la malvada Reina el hígado y los pulmones de un ciervo joven que luego fueron cocinados por el cocinero real y comidos por la cruel Reina.
En el medio del bosque, Blancanieves descubrió una pequeña casita perteneciente a siete enanitos y decidió entrar para descansar. Allí, éstos se apiadaron de ella:

Si mantienes la casa para nosotros, cocinas, haces las camas, lavas, coses, tejes y mantienes todo limpio y ordenado, entonces puedes quedarte con nosotros y tendrás todo lo que quieras.

Le advirtieron, eso sí, que no dejara entrar a nadie mientras ellos estuvieran en las montañas. Mientras tanto, la Reina Malvada le preguntó a su espejo una vez más quién era la más bella de todas y, horrorizada, se enteró de que Blancanieves no sólo estaba viva y escondida en la casita del bosque, sino que también la princesa seguía siendo la más hermosa de todas.
La malévola Reina usó tres disfraces para tratar de matarla mientras los siete enanitos estaban en las montañas. En primer lugar, disfrazada de vendedora buhonera, le ofrece a Blancanieves unas coloridas cintas para el cuello. Blancanieves se prueba una, pero la maligna Reina le aprieta tan fuertemente la cinta al cuello que cae asfixiada, haciéndole pensar a la Reina que la princesa está muerta. Los siete enanitos al regresar a la casa descubren a Blancanieves desmayada, le retiran la cinta del cuello y la joven se despierta. 
La segunda vez la cruel Reina va disfrazada de vendedora de peines y le ofrece un peine envenenado a Blancanieves. Aunque Blancanieves se resiste a que la mujer le ponga el peine, esta logra ponérselo a la fuerza y la princesa Blancanieves cae desmayada, con el peine clavado en el pelo. Cuando llegan los siete enanitos, se dan cuenta de que la Reina no alcanzó a clavarle el peine en la cabeza, sino que sólo la rasguñó. Le quitan el peine del pelo a Blancanieves y se despierta. 
Por último, la Reina Malvada prepara una manzana envenenada, mitad blanca y mitad roja, se disfraza como una anciana vendedora y le ofrece la manzana a Blancanieves. Cuando Blancanieves se resiste a aceptar, su madrastra para que no desconfíe corta la manzana por la mitad y se come la parte blanca y buena de la manzana y le da la parte roja y envenenada a la princesa. Blancanieves come la parte roja de la manzana con entusiasmo e inmediatamente cae en un profundo sopor. Cuando los enanos la encuentran, no la pueden revivir. Como aún conservaba su gran belleza, los siete enanitos no tuvieron el valor para enterrarla, así que fabricaron un ataúd de cristal y oro para poder verla todo el tiempo.
El tiempo pasa y un príncipe que viaja a través del reino ve a Blancanieves en el ataúd. El príncipe está encantado por su belleza y de inmediato se enamora de ella. Este le ruega a los siete enanitos que le den el cuerpo de Blancanieves y pide a sus sirvientes que trasladen el ataúd a un apropiado lugar de descanso en su castillo. Al hacerlo, uno de ellos tropieza con algunos arbustos y el movimiento brusco hace que Blancanieves escupa el trozo de manzana envenenada atorado en su garganta, despertando así del sueño de muerte. El príncipe luego le declara su amor a Blancanieves y pronto la pareja planea celebrar su boda.
La maligna Reina, creyendo que Blancanieves ahora sí está muerta, pregunta una vez más a su espejo quién es la más bella de todas y, una vez más, el espejo la decepciona con su respuesta: «Usted, mi Reina, es increíblemente bella, es cierto; pero la joven Reina es mil veces más hermosa que usted».
Sin saber que a quien el espejo se refiere es de hecho Blancanieves, la cruel Reina es invitada a la boda del príncipe del país vecino. Cuando se da cuenta de que la nueva Reina es la propia Blancanieves, se asusta y se desespera tratando de pasar desapercibida.
Sin embargo, el príncipe y Blancanieves ven y reconocen a la Reina Malvada. Entonces, Blancanieves le cuenta al príncipe todos los malos momentos que su madrastra le había hecho pasar y cómo intentó matarla tres veces. Como castigo por sus malos actos, el príncipe ahora Rey manda confeccionar un par de zapatos de hierro y ponerlos al rojo vivo, obligando a la Reina Malvada a ponérselos y a bailar sin parar hasta que muera. Con la Reina Malvada finalmente derrotada y muerta, la boda de Blancanieves y el príncipe continua pacíficamente, y desde entonces todos son felices para siempre.

## Personajes
- Blancanieves: La protagonista de la historia. Es la mujer más hermosa del reino por lo que se gana el odio de su malvada madrastra quien envidia su belleza.
- La Reina Malvada: La villana principal de la historia. Es una mujer hermosa, vanidosa, cruel y despiadada y una malévola bruja la cual se convierte en la madrastra de Blancanieves, a quien le hace la vida imposible.
- El Espejo Mágico: Un ser mágico leal a la Reina Malvada, el cual tiene el poder de siempre mostrar la verdad.
- Los Siete Enanos: Son siete seres trabajadores que tras encontrar a Blancanieves en su casa, se apiadan de ella decidiendo refugiarla en su hogar.
- El Cazador: Es el sirviente de la Reina Malvada, quien le ordena matar a Blancanieves, pero él decide traicionar a su reina dejando escapar a la princesa.
- El Príncipe: Es el héroe de la historia. Es el interés romántico de Blancanieves de quien se enamora a primera vista tras verla en la urna de cristal.
- La Reina Buena: Madre de Blancanieves. Tras dar a luz a su hija, se enferma y poco tiempo después muere.
- El Rey: Padre de Blancanieves. Se casa con la Reina Malvada tras la muerte de su primera esposa.

## Influencias

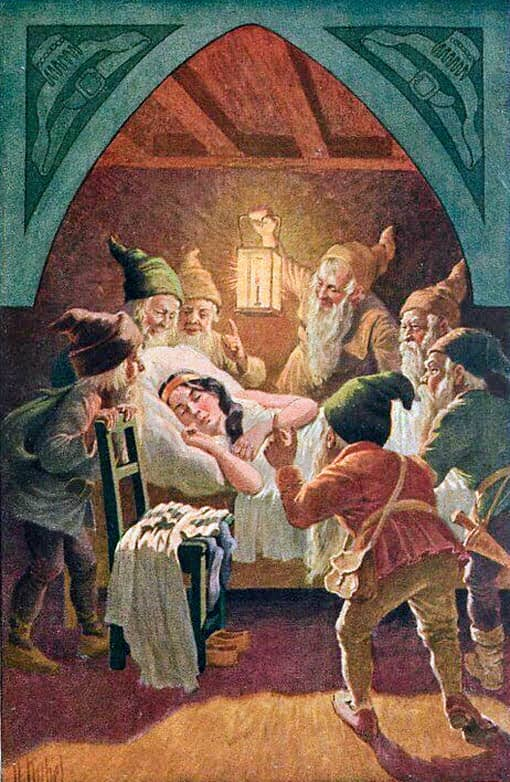
Ilustración de Otto Kubel, hacia 1930.

El personaje de Blancanieves está inspirado en dos princesas históricas: la baronesa Maria Sophia von Erthal (nacida en 1725) y la condesa Margaretha von Waldeck (nacida en 1533).
Gracias a una investigación que hizo el historiador Karlheinz Bartels en las orillas del Meno, la pintoresca localidad de la Franconia alemana donde nació el 5 de junio de 1725 Maria Sophia Margaretha Catharina von Erthal, realizada en 1986, descubrió que el padre de la joven, Philipp Christoph von Erthal, fue entre 1719 y 1748 condestable del Electorado de Maguncia en Lohr, quien por sus dotes diplomáticos, viajaba frecuentemente como enviado en misiones especiales, siendo una especie de ministro de Asuntos Exteriores del ducado. La residencia familiar era el castillo de Lohr. Tras la muerte en 1741 de la madre de Maria Sophia, el padre se casó el 15 de mayo de 1743 con Claudia Elizabeth Maria von Venningen, condesa de Reichenstein, quien naturalmente dio siempre prioridad a los hijos de su primer matrimonio. El hecho de que Philipp Christoph von Erthal no estuviera casi nunca en Lohr explicaría el evidente papel pasivo del rey en el cuento, según han concluido las investigaciones.
El principal argumento de Karlheinz Bartels para relacionar a Maria Sophia con Blancanieves es el espejo del castillo. El impresionante y rico espejo de 1,60 metros de altura, que fue un regalo de Philipp Christoph para su segunda esposa, aún se puede admirar en el Museo Spessart, en el castillo de Lohr. El espejo procede de la manufacturera de espejos del Electorado de Mainz, Kurmainzische Spiegelmanufaktur (fundada en 1698, que adquirió fama y prestigio en toda Europa, no solo por su delicada y refinada artesanía, sino porque las materias primas que utilizaba para la fabricación del vidrio procedían, además de la propia región, de España. En efecto, el carbonato sódico, conocido como ceniza de soda o sosa, era importado de Alicante, a orillas del Mediterráneo español). El espejo fue un regalo del padre de Maria Sophia a su segunda esposa, y contenía en el marco un aforismo, como muchos de los espejos fabricados en Lohr, que decía Amour Propre. Por esto y por la rara limpidez de su superficie, algo inusual en la época, se decía que era un “espejo parlante”, ya que «siempre decía la verdad».
También se han comprobado las referencias locales en el área de Lohr. El «bosque virgen» en el cual fue expuesta Blancanieves, era naturalmente el Spessart. En la actualidad, Lohr, incluso recibe el nombre de «la Puerta del Spessart». El camino de huida de Blancanieves «sobre las siete montañas» era el Höhenweg, mencionado ya en el siglo XIV —la llamada “Wieser Straße”—. Sobre los «siete enanitos», desde Lohr, a través de este trayecto, por las siete montañas del Spessart, se podía alcanzar el pueblo minero de Bieber, cuyos algunos trabajadores eran de talla pequeña o, más probablemente, niños que extraían el metal de los túneles más estrechos. Alrededor de 1750, picaban allí unos 500 mineros en busca de plata y cobre.
Respecto a la «manzana envenenada», la investigación de Bartels ha descubierto, citando bibliografía competente en la cual se describe el veneno, que la mitad de una manzana puede ser sumergida en zumo de belladona, fruto que se encuentra también en el Spessart. Sus bayas contienen Atropa belladonna utilizada, incluso en el día de hoy, en medicina. Su narcótico puede producir una rigidez semejante a la muerte. Como sea, Maria Sophia no probó manzana envenenada alguna.
El «sarcófago transparente de cristal» y las «zapatillas de hierro», hacían referencia respectivamente a la manufactura de vidrio de Lohr y a los minerales de hierro maleables del Spessart.
El cronista de la familia Erthal, M. B. Kittel, describía a Maria Sophia como una joven noble y llena de virtudes, «un ángel caritativo y bondadoso», «activa contra la pobreza y la indigencia» que demostraba «su amabilidad personal». Asimismo, María Sophia padecía desde niña una leve ceguera, secuela de la varicela. Para la población de Lohr y el Spessart, la niña de los Erthal representaba la imagen ideal de la hija de un rey, y el imaginario colectivo la convirtió en una especie de hada.
En cuanto a la otra joven, la condesa Margaretha von Waldeck, fue hija de Felipe, cuarto conde de Waldeck. El historiador alemán Eckhard Sander afirma que vivió en la primera mitad del siglo XVI, y visto que su madrastra, Katharina von Hatzfeld, era muy estricta, pasó su infancia lejos de su padre en la corte de Felipe, tercer conde de Nassau-Weilburg. A los doce años cruzó las «Siete Colinas» para vivir con su tío materno Johann Cirksena, en el castillo de Valkenburg. A los dieciséis años fue enviada por su padre a Bruselas, a la corte de María de Hungría, donde tuvo un romance con el rey de España Felipe II, lo que no fue visto con buenos ojos por los cortesanos españoles, pues el rey ya estaba casado y ella era luterana, por lo que habrían asesinado a la condesa envenenándola a los veintiún años de edad. De lo que no cabe duda es de que Felipe II, tras pasar largo tiempo viajando por Flandes y Alemania, volvió a España y no la volvió a abandonar.
Respecto a los siete enanitos, Sander coincide en que se trataría de niños desnutridos y envejecidos prematuramente por el trabajo en las minas de hierro, en este caso las de las propiedades de los von Waldeck. Debido a su pobreza, estos niños vestían largos abrigos y gorros muy parecidos a aquellos con los que se suele representar a los siete enanitos. Sander además asegura que a la condesa le gustaba jugar con estos niños. 
Blancanieves también tiene claras influencias de la obra alemana Fausto.

## Adaptaciones

### Películas (acción real)
Las adaptaciones cinematográficas de Blancanieves comenzaron con el cine mudo a blanco y negro. Se tiene también en cuenta a aquellas películas referidas a esta historia que no contienen la palabra "Blancanieves" en su título. Entre estas últimas hallamos la producción brasileña Histórias Que Nossas Babás Não Contavam (1979), de Oswaldo de Oliveira (1931-1990), grosera humorada erótica en torno al personaje de Blancanieves. En 1961, durante un litigio con su estudio, Los Tres Chiflados filmaron para 20th Century Fox Snow White and the Three Stooges, la única película que realizaron a color y la más cara, ya que su presupuesto final rondó los tres millones y medio de dólares.

#### Snow White(1902)
Cortometraje mudo perdido realizado en 1902, producido por Siegmund Lubin. Fue la primera vez que el clásico cuento de hadas de los hermanos Grimm de 1812 se convirtió en una adaptación cinematográfica.

#### La petite Blanche-Neige(1910)

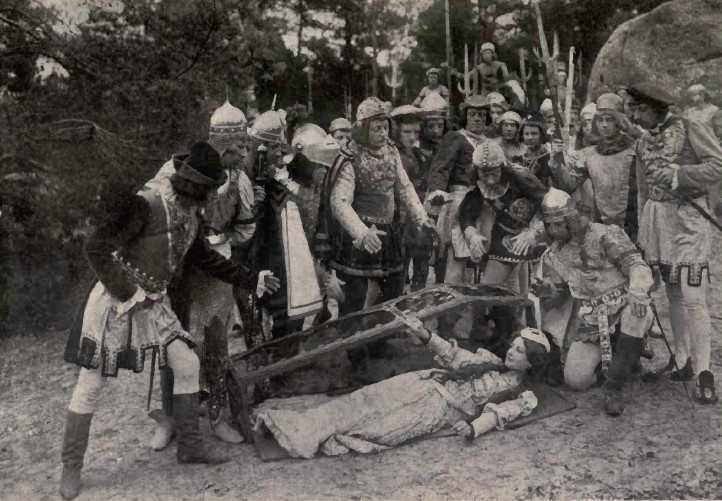
Fotograma del cortometraje francés de 1910, La petite Blanche-Neige, con Hélène Du Montel encarnando a Blancanieves.

Cortometraje mudo francés protagonizado por Hélène Du Montel en el papel de Blancanieves.

#### Blancanieves(1916)
Película muda de Famous Players-Lasky, producida por Adolph Zukor y Daniel Frohman, dirigida por J. Searle Dawley, escrita por Winthrop Ames y basada en la obra de teatro homónima estrenada en Broadway en 1912. Está protagonizada por Marguerite Clark como Blancanieves, Creighton Hale como el Príncipe Florimond y Dorothy Cumming como la Reina Brangomar. Walt Disney asistió a una representación de esta película a los 15 años de edad y más tarde la citaría como una de las fuentes para su primer largometraje animado de 1937.

#### Schneewittchen und die sieben Zwerge(1939)
Película alemana dirigida por Heinz Wolf y escrita por Hubert Schonger. Protagonizada por Marianne Simson como Blancanieves, Elisabeth Wendt como la Reina y Ferdinand Reich como el Príncipe.

#### Coal Black and de Sebben Dwarfs(1943)
Cortometraje animado de Warner Bros. Cartoons, dirigido por Robert Clampett y producido por Leon Schlesinger. Es protagonizado por Vivian Dandridge como la voz de So White, Danny Webb como la voz de la Reina Malvada y Leo Watson como la voz del Príncipe Chawmin'. Es una parodia del cuento de hadas que presenta estereotipos afroamericanos.

#### Blancanieves y el Príncipe Azul(1945)
Película argentina de 1945 dirigida y escrita por Susana Calandrelli.

#### Los siete enanitos al rescate(1951)
Película italiana producida, dirigida y escrita por Paolo William Tamburella. Protagonizada por Rossana Podestà como Blancanieves, Roberto Risso como el Príncipe Azul y Georges Marchal como el Príncipe Negro. 

#### Blancanieves y los siete tipos(1953)
Película finlandesa dirigida por Ville Salminen y protagonizada por Raili Mäski en el papel de Blancanieves.

#### Schneewittchen und die sieben Zwerge(1955)
Película alemana dirigida por Erich Kobler y producida por Hubert Schonger. Protagonizada por Elke Arendt como Blancanieves, Addi Adametz como la Reina Malvada y Niels Clausnitzer como el Príncipe Edelmunt.

#### Blancanieves y los siete muchachos(1955)
Película de Hong Kong dirigida por Chow Sze-Luk y Lo Yu-Kei.

#### Blancanieves y los tres vagabundos(1961)
Versión de 20th Century Fox del año 1961 con Blancanieves y los tres chiflados o vagabundos, en vez de Blancanieves y los siete enanitos. Dirigida por Walter Lang y producida por Charles Wick. Está protagonizada por Los Tres Chiflados con Carol Heiss como Blancanieves, Patricia Medina como la Reina Malvada y Edson Stroll como el Príncipe Azul.

#### Schneewittchen(1961)
Película de Alemania del Este dirigida por Gottfried Kolditz y escrita por Günter Kaltofen. Protagonizada por Doris Weikow como Blancanieves, Marianne Christina Schilling como la Reina Malvada y Wolf-Dieter Panse como el Príncipe.

#### Las nuevas aventuras de Blancanieves(1969)
Película de Alemania Occidental dirigida por  Rolf Thiele. La historia le da un giro erótico a tres cuentos de hadas clásicos: Blancanieves, La Cenicienta y La Bella Durmiente. Cuenta con Marie Liljedahl como Blancanieves e Ingrid van Bergen como la Reina.

#### Pamuk Prenses ve 7 Cüceler(1971)
Película turca dirigida por Ertem Göreç y escrita por Hamdi Degirmencioglu. Protagonizada por Zeynep Degirmencioglu como Blancanieves, Salih Güney como el Príncipe y Suna Selen como la Reina Bruja.

#### Blancanieves y los siete enanitos(1984)
Mediometraje de la serie Cuentos de las Estrellas (Faerie Tale Theatre) dirigido y escrito por Peter Medak y protagonizado por Vanessa Redgrave como la Reina Malvada, Elizabeth McGovern como Blancanieves y Rex Smith como el Príncipe.

#### Blancanieves(1987)
Película musical y de fantasía de Metro-Goldwyn-Mayer y de la colección de películas Cannon Movie Tales, basada en el cuento de los hermanos Grimm, dirigida por Michael Berz, y protagonizada por Diana Rigg como la Reina Malvada, por Nicola Stapleton y Sarah Patterson, ambas actrices como Blancanieves, y por James Ian Wright como el Príncipe.

#### Schneewittchen und das Geheimnis der Zwerge(1992)
Película alemana para televisión dirigida por Ludvík Ráza y escrita por Bernd Fiedler. Es protagonizada por Natalie Minko como Blancanieves y Gudrun Landgrebe como la Reina.

#### Blancanieves y el espejo mágico(1994)
Película de Fred Wolf Films Dublin dirigida por Tony Love y protagonizada por las voces de Edie Mirman como Blancanieves, Susan Silo como la Reina Malvada y Doug Stone como el Espejo Mágico.

#### Blancanieves: Un Cuento de Terror(1997)
Película de terror y fantasía hecha para la televisión basada en el cuento de los hermanos Grimm, dirigida por Michael Cohn y protagonizada por Sigourney Weaver como Lady Claudia Hoffman, la Reina Malvada; Sam Neill como Lord Frederick Hoffman, el Rey; y Taryn Davis y Monica Keena como Lady Liliana Hoffman, Blancanieves. Cuando la joven madre de Lilliana muere durante el parto, su padre se vuelve a casar enseguida por segunda vez con la bella y vanidosa Lady Claudia, pero la aparente buena apariencia de Claudia es sólo eso: pura apariencia lejos de la realidad. Su objetivo es dar a luz a su propio hijo y convertirse en la Reina Claudia con el maléfico espejo mágico. El intento fallido de Claudia de asesinar a su hijastra Lilliana deja a la joven Lilliana perdida en el oscuro bosque donde conocerá a siete enanitos.

#### Willa: An American Snow White(1998)
Película para televisión dirigida por Tom Davenport y protagonizada por Becky Stark como Willa (Blancanieves) y Caitlin O'Connell como Regina Whortington (la Reina Malvada).

#### Blancanieves(2001)
Película de fantasía y aventuras hecha para la televisión por Hallmark Entertainment, basada en el cuento de los hermanos Grimm y dirigida por Caroline Thompson. Cuenta con Miranda Richardson como la Malvada Reina Elspeth, Kristin Kreuk como Blancanieves y Tyron Leitso como el Príncipe Alfred. En esta película, los nombres de los siete enanitos son como los días de la semana.

#### 7 Zwerge – Männer allein im Wald(2004)
Película alemana dirigida por Sven Unterwaldt Jr.. Es protagonizada por los Siete Enanitos junto a Cosma Shiva Hagen como Blancanieves y Nina Hagen como la Reina Malvada. 

#### Los hermanos Grimm(2005)
Película de aventuras y fantasía dirigida por Terry Ligiam y protagonizada por Matt Damon, Heath Ledger y Lena Headey. La villana de la película, la Reina del Espejo, es interpretada por Monica Bellucci.

#### 7 Zwerge – Der Wald ist nicht genug(2006)
Película alemana dirigida por Sven Unterwaldt Jr. y Miguel Angelo Pate. Protagonizada por los Siete Enanitos junto a Cosma Shiva Hagen como Blancanieves y Nina Hagen como la Bruja.

#### Sydney White(2007)
Adaptación moderna de Blancanieves dirigida por Joe Nussbaum, escrita por Chad Creasey y protagonizada por Amanda Bynes como Sydney White (Blancanieves), Sara Paxton como Rachel Witchburn (la Reina Malvada) y Matt Long como Tyler Prince (el Príncipe Azul).

#### Mirror Mirror(2012)
Lily Collins y Julia Roberts protagonizan esta película de comedia donde interpretan respectivamente a Blancanieves y a la Reina Malvada Clementianna. En esta película, la Reina Clementianna decide desterrar a su hijastra Blancanieves del trono y enviarla al bosque para que muera asesinada por un monstruo. Lo que la Reina Clementianna no imagina es que Blancanieves será rescatada por un grupo de siete enanitos ladrones de caminos, que la adiestrarán y la ayudarán a recuperar su trono y a conquistar a su amado Príncipe, interpretado por Armie Hammer, con el que pretende casarse la Reina Clementianna. Largometraje de comedia y fantasía dirigido por Tarsem Singh.

#### Blancanieves y El Cazador(2012)
Largometraje de acción y fantasía dirigido por Rupert Sanders. Kristen Stewart encarna a Blancanieves, la única joven y hermosa princesa que supera en belleza a la Reina Ravenna (Charlize Theron), la cual está decidida a aniquilarla de una vez por todas. Pero la Reina Ravenna ignora que un cazador llamado Eric (Chris Hemsworth), cuya misión era matarla, le ha enseñado a la joven princesa Blancanieves a defenderse. Por su parte Sam Claflin da vida al hijo del duque, William, que queda hechizado por la belleza y el poder de Blancanieves.

#### Grimm's Snow White(2012)
Una versión que salió directamente en DVD, con Eliza Bennett como Blancanieves, Jamie Thomas King como el Príncipe Alexander y Jane March como la Reina Gwendolyn.

#### Snow White: A Deadly Summer(2012)
Una película de terror inspirada en la historia de "Blancanives", donde una chica llamada Snow (Shanley Caswell) es enviada por su madrastra Eve (Maureen McCormick) a un campamento para delincuentes juveniles.

#### Blancanieves(2012)
Macarena García y Maribel Verdú protagonizan esta película muda y a blanco y negro, donde interpretan respectivamente a Blancanieves y a la Malvada Madrastra. Blancanieves es Carmen, una bella y hermosa chica joven con una infancia atormentada por su terrible y malvada madrastra, Encarna. Carmen es la Blancanieves desmemoriada que se encuentra con una troupe de seis enanos toreros después de que Encarna intente matarla. Se desencadena en esta huida una historia de toreo, flamenco y amor, donde Blancanieves regresará a vengar a su padre en un duelo contra un toro y contra Encarna.

#### El cazador y la reina del hielo(2016)
Largometraje de acción y fantasía dirigido por Cedric Nicolas-Troyan. Está protagonizado por Chris Hemsworth como Eric, el Cazador, y por Charlize Theron como Ravenna, la Reina Malvada.

#### Blanca como la nieve(2019)
Película francesa-belga dirigida por Anne Fontaine y protagonizada por Lou de Laâge como Claire e Isabelle Huppert como Maud.

#### Snow White(2025)
Película estadounidense de Walt Disney Pictures a estrenarse en 2025, sirviendo como adaptación de imagen real de la película animada de 1937. Protagonizada por Rachel Zegler como la Princesa Blancanieves, Gal Gadot como la Reina Malvada y Andrew Burnap como Jonathan. La película creó controversia mundial por alejarse de la historia original, a lo cual se suman los comentarios despectivos de Rachel Zegler respecto a la historia.

#### The Death of Snow White(2025)
Película estadounidense de fantasía oscura que reimagina el cuento en una historia de terror.

#### Snow White and the Evil Queen(2025)
Película estadounidense escrita por Jeremy Boreing y producida por la compañía The Daily Wire para la plataforma de streaming Bentkey. Protagonizada por Brett Cooper como Blancanieves.

### Películas (animación)

#### Snow White(1933)
Cortometraje animado de Fleischer Studios, producido por Max Fleischer y dirigido por Dave Fleischer. Protagonizado por Mae Questel como las voces de Betty Boop y la Reina Malvada junto a Cab Calloway y Billy Murray como las voces de Koko el payaso y Bimbo respectivamente. En una escena se incluye la canción «St. James Infirmary Blues», interpretada por Cab Calloway. Este cortometraje está incluido en el National Film Registry.

#### Snow White and the Seven Dwarfs(1937)

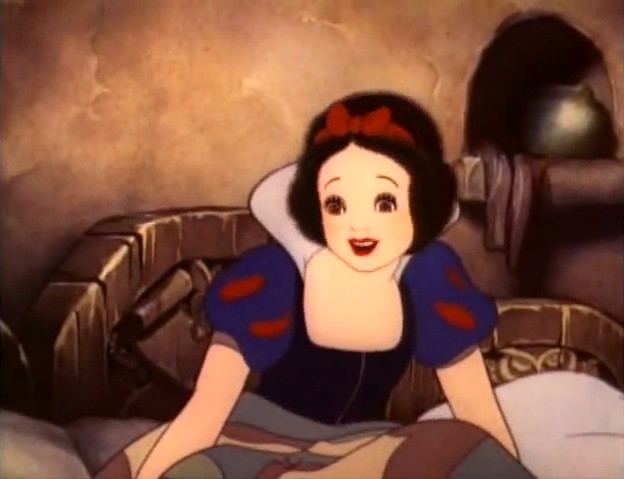
Blancanieves, de la película animada de 1937.

El primer largometraje animado de Walt Disney Animation Studios, producido por Walt Disney y basado en el cuento homónimo de los hermanos Grimm. Considerado como la adaptación más conocida del cuento. Como en el relato original, una princesa bonita, encantadora, dulce y joven llamada Blancanieves conoce a un grupo de siete enanitos cuando huye de su malvada madrastra, la Reina Grimhilde, que ha ordenado matarla para ser la más bella del reino. Cuenta con las voces de Adriana Caselotti como Blancanieves, Lucille La Verne como la Reina Grimhilde y Harry Stockwell como el Príncipe Florian.
La versión de los personajes de esta película han aparecido de forma recurrente en otros medios de The Walt Disney Company, como cómics, otras películas, series de televisión, parques temáticos y atracciones, o videojuegos.

#### Blancanieves(1990)
Película animada lanzada directamente para vídeo realizada por Golden Films. Dirigida por Diane Eskenazi y protagonizada por Kath Soucie como la voz de Blancanieves.

#### Blancanieves y el castillo encantado(1990)
Secuela animada realizada por Filmation, que continúa con las aventuras de Blancanieves y el Príncipe Azul. Dirigida por John Howley, producida por Lou Scheimer y escrita por Robby London y Martha Moran. Es protagonizada por las voces de Irene Cara como Blancanieves, Malcolm McDowell como Lord Maliss y Michael Horton como el Príncipe.

#### The Magic Riddle(1991)
Película animada que fusiona varios cuentos clásicos en la historia, incluyendo el de "Blancanieves", con la protagonista, Cindy (en reflejo a la protagonista titular de "La Cenicienta"), siendo protegida por siete enanitos en una cabaña del bosque (los cuales también le preparan un vestido y una carroza para ir al baile con el príncipe, tal como el Hada Madrina de la historia de "La Cenicienta"), y su madrastra disfrazándose para entregarle una manzana, pero al contrario del cuento clásico con la manzana envenenada, usando la manzana para hipnotizarla y que se duerma.

#### Blancanieves y los siete enanitos(1995)
Mediometraje lanzado directamente para video de Jetlag Productions y GoodTimes Entertainment, dirigido por Toshiyuki Hiruma y Takashi Masunaga y escrito por Larry Hartstein. El buen corazón de una hermosa princesa joven llamada Blancanieves triunfa sobre la maldad y los celos en esta versión animada. Blancanieves, la princesa más bonita y más dulce de la tierra, vive en un castillo con su malvada y orgullosa madrastra, una reina que no soporta su deslumbrante belleza, sobre todo después de que el misterioso espejo mágico le dice que la más bella del reino es su propia hijastra Blancanieves. La Reina Malvada intenta que un buen y fiel cazador le quite la vida a la joven para volver a convertirse en "la más bella del reino". Afortunadamente Blancanieves logra escapar del plan de la Reina Malvada y se interna en el bosque donde conocerá a los Siete Enanitos. Sin embargo, la Reina Malvada consigue dar, gracias a su espejo mágico, con su hijastra Blancanieves. Cuenta con las voces de Venus Terzo como Blancanieves, Kathleen Barr como la Reina Malvada y Michael Donovan como el Príncipe.

#### Películas deShrek(2001-2010)
En la película animada Shrek (2001) de DreamWorks Animation, Blancanieves y los Siete Enanitos tienen una participación menor apareciendo brevemente en algunas escenas. También aparece el Espejo Mágico con la voz de Chris Miller (quien volvió a retomar el papel en películas posteriores).
En la secuela Shrek 2 (2004) aparece el Espejo Mágico siendo utilizado como televisión. Los Siete Enanitos también aparecen en una participación menor y sin diálogos.
En Shrek tercero (2007), Blancanieves con la voz de Amy Poehler aparece como una de las princesas principales de los cuentos de hadas y se convierte en una amiga cercana y aliada de Fiona en su lucha contra el Príncipe Encantador. Demuestra ser una princesa valiente y algo vanidosa. Además tiene la habilidad especial de comunicarse con los animales y controlarlos mediante su canto. También aparecen la Reina Malvada con la voz de Susanne Blakeslee, el Espejo Mágico, y uno de los Siete Enanitos con la voz de Walt Dohrn.
El Espejo Mágico vuelve a aparecer en la cuarta película, Shrek Forever After (2010).

#### Rugrats Tales from the Crib: Blancanieves(2005)
Película lanzada directamente para video de la serie de animación Rugrats, donde los personajes cuentan la historia de "Blancanieves", tomando ellos el papel de los personajes en el cuento, incluyendo a Susie como Blancanieves (con la voz de Cree Summer), Tommy, Chuckie, Phil, Lil, Kimi, Dil y Spike como los siete enanitos, y Angelica como la Reina Malvada (con la voz de Cheryl Chase). Esta fue la primera adaptación del cuento original con el personaje de Blancanieves siendo de piel oscura.

#### Blancanieves: La secuela(2007)
Película animada belga/francesa/británica para adultos dirigida por Picha. Está basada en el cuento de hadas de Blancanieves y está pensada como una secuela de la adaptación animada clásica de Disney. Sin embargo, como todas las caricaturas de Picha, la película es en realidad una comedia sexual con muchos chistes obscenos y escenas de sexo. Cuenta con las voces de Cécile de France como Blancanieves y Jean-Paul Rouve como el Príncipe Azul.

#### Happily N'Ever After 2: Blancanieves: otro mordisco a la manzana(2009)
Película animada por computadora estadounidense-alemana, directa a video y secuela de Happily N'Ever After.

#### El séptimo enanito(2014)
Película alemana de animación por computadora en 3D, creada en 2014. La película está basada en el cuento de hadas La Bella Durmiente y en los personajes de Blancanieves.

#### Charming(2018)
Película animada que presenta a Blancanieves como una de las princesas, con la voz de Avril Lavigne.

#### Red Shoes and the Seven Dwarfs(2019)
Película animada coreano-estadounidense basada en el cuento de hadas, que cuenta con la voz de Chloë Grace Moretz como Blancanieves.

### Televisión

#### Chespirito(1978)
En un episodio crossover de tres partes de los segmentos de El Chapulín Colorado y El Chavo del 8 se realiza una adaptación del clásico de Disney. Este episodio se titula «Blancanieves y los siete Churinchurinfunflais» y en esta ocasión se modifican algunos detalles de la narración original, siendo reemplazados por algunas características contemporáneas o propias de la televisión mexicana de los años setenta. Por ejemplo, el Espejo Mágico hace a veces el papel de una televisión y la Reina se da cuenta de que el Cazador le trajo el corazón de un ciervo en lugar del de Blancanieves por medio de los resultados del análisis del laboratorio, de esta manera se entera de que Blancanieves vive todavía y decide acabar ella misma con la joven. Blancanieves es interpretada por Florinda Meza mientras que la Reina Malvada es interpretada por María Antonieta de las Nieves.

#### Amada Anime Series: Super Mario Bros.(1989)
Una serie OVA de tres partes que presenta a personajes de Mario Bros en diferentes cuentos de hadas.

#### El décimo reino(2000)
Miniserie estadounidense. En la historia, Blancanieves (interpretada por Camryn Manheim) es la encargada del Cuarto Reino y es la madre del protagonista, el Príncipe Wendell White.

#### Érase una vez(2011-2018)
Esta serie de la emisora ABC está protagonizada por Ginnifer Goodwin como Mary Margaret Blanchard (Blancanieves), Lana Parrilla como Regina Mills (la Reina Malvada) y Josh Dallas como David Nolan (el Príncipe Encantador). La historia se desencadena cuando la Reina lanza una maldición oscura la cual hace que los personajes de diferentes cuentos de hadas sean trasladados al mundo real, donde viven como personas normales en la ciudad de Storybrooke. En la serie se trasladan los finales felices de cuentos de hadas a una realidad actual donde no todo acaba tan bien. Esta serie duró 7 temporadas.

#### Cuéntame un cuento(2014)
Esta serie de Antena 3 se estrenó en noviembre de 2014 protagonizada por Blanca Suárez y Mar Saura. En «Blancanieves», la historia transcurre en el mundo de la estética, la Reina Malvada (Mar Saura) es una modelo que empieza a ver ajados sus días de gloria y Blancanieves (Blanca Suárez) es la heredera sin memoria, que vive con siete enanitos que son siete ladrones de diamantes.

#### Siete enanitos y yo(2016-2019)
La serie italo-francesa Siete enanitos y yo se enfoca en Snow, una niña de la actualidad que descubre que es la descendiente de Blancanieves luego de que siete enanitos llegan a su casa para ser sus guardianes.

#### Érase una vez(2017)
Serie mexicana de Blim y Televisa. Se basa en varios de los clásicos cuentos de hadas a los que se les añade un tono de terror. En el episodio «Blanca Nieves» basado en el cuento de hadas homónimo, participan Renata Notni como Blanca Valle (Blancanieves) y Anna Ciocchetti como Lucía Cardeña (la Reina Malvada).

#### Princesas(2020-2021)
Producción de la cadena América Televisión basada en los cuentos de hadas. Cuenta una historia moderna y contemporánea de cuatro princesas, príncipes y brujas entre ellos Blancanieves, el Príncipe Azul y la Reina Malvada. Fiorella Pennano, Francisco Andrade y Karina Jordán protagonizan la historia interpretando a dichos personajes, renombrados como Blanca del Bosque, Sebastián Aramburú y la malvada madrastra Regina Ortega, acompañados de otros personajes de diferentes cuentos de hadas.

### Teatro

#### Snow White(1912)
Obra estrenada en Broadway y protagonizada por Marguerite Clark con guion de Winthrop Ames. Ames adaptaría el guion para una película muda de 1916, también protagonizada por Clark.

#### Blancanieves y los siete pecados capitales(1969)
Blancanieves y los siete pecados capitales (oratorio profano) fue un espectáculo del grupo Les Luthiers, estrenado el miércoles 14 de agosto de 1969 en el Instituto Di Tella (Buenos Aires, Argentina).
La protagonista del famoso cuento de los hermanos Grimm acude al psicoanalista. Blancanieves cuenta un extraño sueño, donde se ve obligada a luchar contra los distintos pecados capitales: la pereza al nacer; la envidia de su malvada madrastra, la Reina Malvada; la soberbia de Tarzán; la ira de unos aficionados; la avaricia de quien sólo piensa en el dinero; la lujuria que se apodera de ella y sus allegados; y la gula de unos cosacos. Toda una mezcla de sentimientos de los que el psicoanalista tratará de encontrar el origen.

### Ópera
Schneewittchen (Blancanieves) (1998): Ópera de Heinz Holliger sobre un texto de Robert Walser.

### Anime

#### Los cuentos de los hermanos Grimm(1987-1988)
La serie de animación japonesa Los cuentos de los hermanos Grimm, producida por Nippon Animation entre 1987 y 1989, dedicó cuatro episodios de su primera temporada a la historia de Blancanieves. Varios detalles fueron añadidos: la presencia de un joven noble llamado Klaus, que es amigo de Blancanieves; la princesa Blancanieves siendo echada del castillo por enfrentarse a su vanidosa madrastra y decirle que su obsesión con su belleza la hace vanidosa, cruel, malvada y egoísta; el Cazador es mucho más malvado y antagónico que en las versiones anteriores; el Príncipe que despierta a Blancanieves aparece antes que al final; etc. El elenco incluye a actores como Sakiko Tamagawa (Blancanieves), Kazue Komiya (la Reina Malvada), Nozomu Sasaki (Klaus), etc.

### Videojuegos
- Konami publica a Shirayuki Hime Monogatari lanzada para Konami Picno en 1994.

## En otros idiomas
- Alemán - Schneewittchen
- Aragonés - Blancanieus
- Catalán - Blancaneus
- Euskera - Edurne Zuri
- Francés - Blanche-Neige
- Gallego - Brancaneves
- Húngaro - Hófehérke
- Inglés - Snow White
- Italiano - Biancaneve
- Japonés - Shirayukihime
- Portugués - Branca de Neve